# Danielle Bradbery

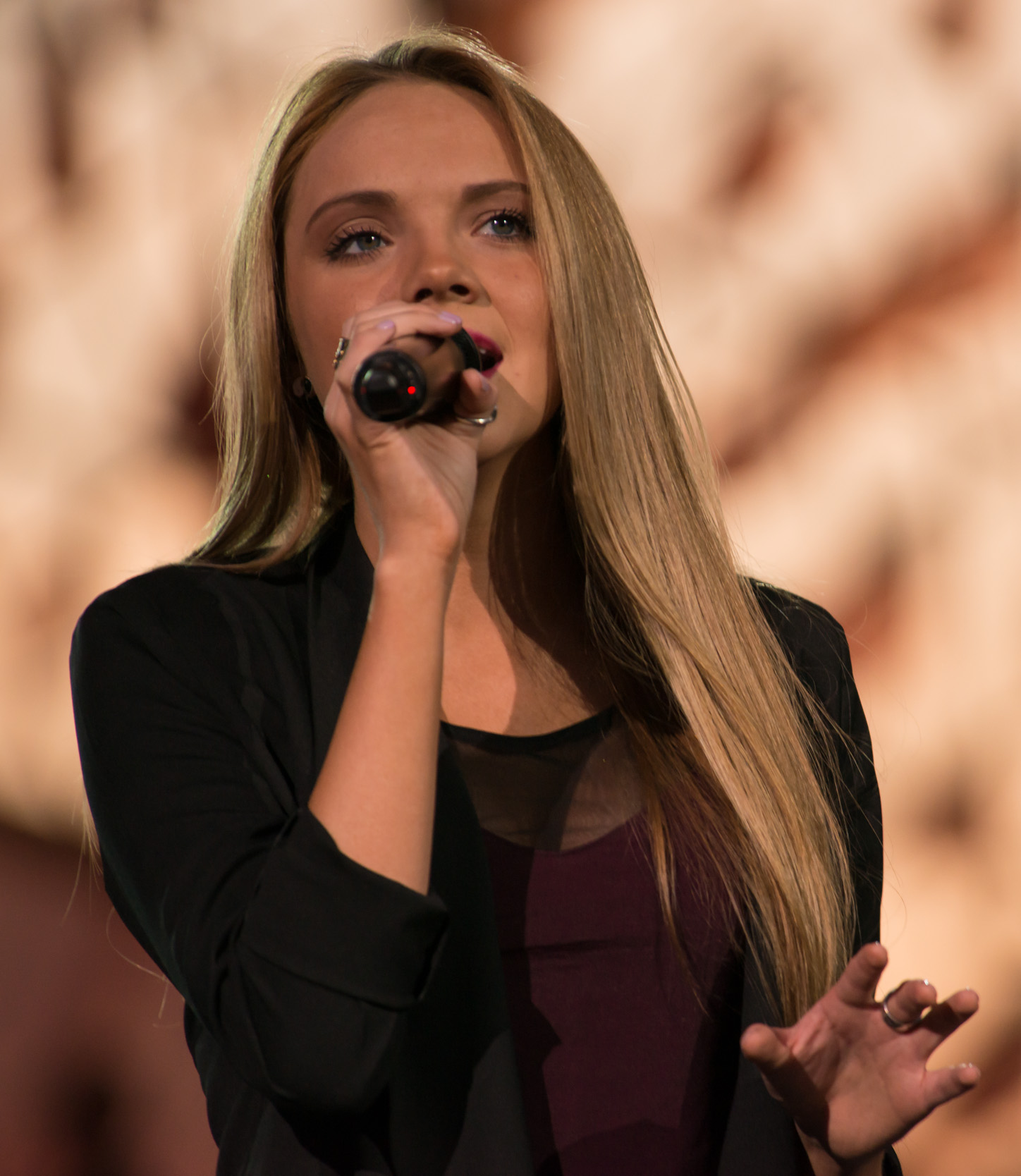

Danielle Simone Bradbery (sinh ngày 23/7/1996) là một nữ ca sĩ nhạc đồng quê đến từ Cypress, Texas. Cô nổi tiếng từ khi giành vị trí quán quân mùa thứ tư của The VoiceUSA năm 2013, trở thành quán quân trẻ tuổi nhất của chương trình này. Album đầu tay của cô,Danielle Bradbery được phát hành vào ngày 25 tháng 11 năm 2013.

## Đầu đời
Bradbery được sinh tại thành phố League, bang Texas với cha mẹ của cô là Danny Bradbery và Gloria Redden Martinez nhưng sau chuyển đến Cypress, Texas. Cô theo học trường Cypress Ranch High School,nơi cô là một thành viên của lớp học năm 2015. Bradbery có một chị gái là Monica và ba anh em trai là Drake, Drew, Collin.

## The Voice
Trước khi đến với The Voice, Bradbery chưa hề được học thanh nhạc hay kinh nghiệm hát trước đám đông. Tại buổi thử giọng vào ngày 25 tháng 3 năm 2013, Bradbery đã hát bài "Mean" của Taylor Swift, khiến Adam Levine, Blake Shelton, và Usher quay ghế. Sau đó Bradbery chọn Shelton làm huấn luyện viên của mình.
Trong đêm thi trực tiếp top 10, Bradbery đã hát bài "Heads Carolina, Tails California", bài hát đã trở thành ca khúc đầu tiên của mùa giải lọt vào bảng xếp hạng top 10 Itunes. Tiếp đến là các ca khúc "Please Remember Me", "Who I Am", "Maybe It Was Memphis" và cuối cùng "Born To Fly" đều lọt vào Top 10 iTunes. Đặc biệt, cô đã có tổng số lượt tải và các ca khúc lọt top 10 iTunes (5 bài) nhiều hơn bất kỳ thí sinh nào trong lịch sử của chương trình. Bradbery trở thành thí sinh trẻ tuổi nhất giành vị trí quán quân của chương trình The Voice.

## Các màn trình diễn và kết quả
| Vòng                | Bài hát                                                                                         | Kết quả                                                      |
| ------------------- | ----------------------------------------------------------------------------------------------- | ------------------------------------------------------------ |
| Thử giọng giấu mặt  | "Mean"                                                                                          | Có 3 huấn luyện viên xoay lại và Bradbery chọn Blake Shelton |
| Vòng đấu loại       | "Put Your Records On"                                                                           | Chiến thắng                                                  |
| Vòng loại trực tiếp | Jesus Take The Wheel                                                                            | Chiến thắng                                                  |
| Đêm thi trực tiếp   | "Maybe It Was Memphis"                                                                          | An toàn                                                      |
| Top 12              | "Wasted"                                                                                        | An toàn                                                      |
| Top 10              | "Heads Carolina, Tails California"                                                              | An toàn                                                      |
| Top 8               | "Grandpa (Tell Me 'Bout the Good Ol' Days)?"                                                    | An toàn                                                      |
| Top 6               | "Shake the Sugar Tree" và "A Little Bit Stronger"                                               | An toàn                                                      |
| Top 5               | "Please Remember Me" và "Who I Am"                                                              | An toàn                                                      |
| Top 3 (chung kết)   | "Timber, I'm Falling In Love"(với Blake Shelton)" và "Maybe It Was Memphis"" và "Born To Fly""" | Chiến thắng                                                  |

## Sự nghiệp
Vào ngày 19 tháng 6 năm 2013, một ngày sau khi giành quán quân The Voice, cô đã ký hợp đồng với Big Machine Records. Bài hát đơn đầu tay của cô, "Heart Of Dixie", được phát hành vào ngày 16 Tháng Bảy 2013.
Danielle là một trong 18 nghệ sĩ duy nhất (ở mọi thể loại) có từ 7 bài hát trở lên trong bảng xếp hạng billboard năm 2013.